# Ледяная фантазия
«Ледяная фантазия» (кит. трад. 幻城, пиньинь Huànchéng) — китайский телесериал 2016 года в жанре эпического фэнтези, созданный на основе сюжета романа Го Цзинмина «Город грёз». Главные роли сыграли Фэн Шаофэн, Виктория Сон и Ма Тяньюй.

## Сюжет
История разворачивается в вымышленной вселенной, где идёт война между Империей снега (Племя льда) и Племенем огня. Началом войны послужило убийство принца огня Синь Цзюэ во время его визита в племя льда. После смерти короля, королевы и старших наследников в живых остаются принцы Племени льда Ка Со (Фэн Шаофэн) и Ин Кун Ши (Ма Тяньюй). Братья отправляются в мир смертных, чтобы просить помощь у воительницы Ли Ло (Виктория Сон) и собрать шесть ледяных кристаллов, принадлежащих шести племенам. Ка Со и Ли Ло влюбляются друг в друга. После победы над Племенем огня Ка Со теряет свою духовную силу и оказывается обречен на жизнь простого смертного. Но король и святые хранители племени снега не желают видеть на троне ИН Кун Ши. Тем не менее младшая жена правителя предлагает сыну побороться за права на престол. Взамен она обещает открыть секрет возврата духовных сил Ка Со. Все это приводит к сложному заговору, в результате которого Ли Ло оказывается на грани смерти, а Ин Кун Ши вынужден бежать в Племя огня. Многоходовая интрига младшего принца приводит к его добровольной гибели ради спасения старшего брата. Тем временем война между племенами вспыхивает с новой силой.
Сериал несколько отличается от книги «Город грёз».

## В главных ролях
- Фэн Шаофэн[англ.] — Ка Со (卡索) — старший из двух выживших братьев — наследников престола Племени льда. После того, как он обрёл свою любовь в лице Ли Ло, а затем потерял её, он жаждет освободиться от трона, но его удерживает долг перед людьми своего королевства[3].
- Виктория Сон — Ли Ло (梨落) — могучая воительница (в книге — волшебница), возлюбленная Ка Со. Случайно погибла от удара меча, но при этом спасла от смерти Ин Кун Ши. После этого она была заключена во льдах на дне Океана Бесконечности; позже вернулась к жизни[3][4].
- Ма Тяньюй[англ.] — Ин Кун Ши (樱空释) / Ли Тянь Цзинь (罹天燼) — младший брат Ка Со, желающий занять трон Племени льда, чтобы его брат мог жить свободно; тихий, холодный и таинственный человек[5].Оказывается представителем, считавшегося полностью вымершим, племени ледяного огня и самым сильным бессмертным в трех королевствах. Позже приносит себя в жертву ради возвращения магии для Ка Со.

## Создание сериала
Роман Го Цзинмина «Город грёз», вышедший в свет в 2003 году, разошёлся в количестве более 1,5 миллионов копий и стал вторым в списке самых продаваемых романов в Китае. С тех пор было сделано множество попыток экранизировать роман, однако они не были реализованы, поскольку режиссёрам было сложно адаптировать детально проработанную и богатую деталями и персонажами вселенную в рамки одного фильма. Идея о создании телесериала по книге появилась в ноябре 2014 года.
Во время пресс-конференции в августе 2015 года сценарист Чэнь Чжи Нин заявил, что телесериал охватит больше сюжетных линий, тематик и персонажей, чем книга; в него войдёт история племён и создания самого мира, также будет расширена роль Племени огня К 10 июня 2015 года авторы завершили написание сценария и процесс подготовки к съёмкам.
Лауреат премии «Оскар» за работу над Властелином колец художник-технолог Дэн Хенна работал над миром сериала и обстановкой; вдохновением для работы послужили здания и пейзажи как древнего Китая, так и западной культуры. Для создания сцен на «Море Бесконечности» была использована площадь в 7 тысяч квадратных метров и 500 тонн искусственного снега. На производство сериала было затрачено 300 миллионов юаней, из которых 2 миллиона ушло на создание основной локации, где разворачиваются события. Более сотни мастеров создали более 6 тысяч различных объектов для реквизита, использованного в батальных сценах. Для создания спецэффектов использовались технологии CGI..
Сам писатель Го Цзинмин участвовал в работе над постановкой сериала.. Над спецэффектами работала компания Pixomondo.

### Кастинг
Изначально было объявлено, что главных героев сыграют Фэн Шаофэн, Виктория Сон и Ма Тяньюй; информация о второстепенных персонажах появилась уже позже, когда были выпущены постеры с различными героями сериала. В прессе появилась информация, что главную роль сыграет певец Крис Ву, но позже создатели сериала опровергли это, заявив, что Крис примет участие в экранизации другого произведения Го Цзинмина Легенда о разорении династий. До Ледяной фантазии Фэн Шаофэн и Виктория Сон уже играли влюблённую пару в китайском ремейке фильма Свадьба лучшего друга.

### Съёмки
Съёмки сериала были запланированы на шесть месяцев и стартовали 16 августа 2015 года; основным местом, где проходили съёмки, стал Чифэн (Внутренняя Монголия). Съёмки завершились в конце февраля 2016 года.

## Показ
Трансляция сериала началась 24 июля 2016 года на телеканале HBS; было создано 62 серии. Право на показ также купил сервис Viki и 7 китайских видео-порталов.

## Саундтрек
| №  | Название                                                                      | Музыка                                        | {{{extra_column}}} | Длительность |
| -- | ----------------------------------------------------------------------------- | --------------------------------------------- | ------------------ | ------------ |
| 1. | «Bu Gai [Shouldn't] (不該)»                                                   | Джей Чоу и A-mei                              |                    | 4:50         |
| 2. | «Xin Di [Bottom of Heart] (心底)»                                             | Синди Йен                                     |                    | 4:05         |
| 3. | «Meng Hua [Daydream] (梦话)»                                                  | A-Lin                                         |                    | 3:54         |
| 4. | «Ai Hui Huanyuan [Love Will Be Restored] (爱会还原; Ka Suo's theme song)»     | Е Хуайпэй                                     |                    | 3:57         |
| 5. | «Li Luo (梨落; Li Luo's theme song)»                                          | Синди Йен (Версия 1), Виктория Сон (Версия 2) |                    | 4:36         |
| 6. | «Ai Ru Ying [Love Like Cherry Blossoms] (爱如樱; Ying Kong Shi's theme song)» | Хуан Юсюань (Версия 1), Ма Тяньюй (Версия 2)  |                    | 4:08         |
| 7. | «Wo Bu Fangshou [I Won't Let Go] (我不放手; Yan Da's theme song)»             | Ю Цзыцинь (Версия 1), Чжан Мэн (Версия 2)     |                    |              |
| 8. | «Bi'an Yu [Fish on the Other Shore] (彼岸鱼; Lan Shang's theme song)»         | Си Пэйцзинь                                   | hi                 | 4:18         |
| 9. | «Lian Shang [Death of the Premature Lotus] (莲殇; Lian Ji's theme song)»      | Келли Ю                                       |                    | 3:28         |